# Synagoga Centralna w Nowym Jorku
Synagoga Centralna w Nowym Jorku – jest to synagoga reformatorska położona przy ulicy 652 Lexington Avenue w Nowym Jorku na wyspie Manhattan. Świątynia została zbudowana w 1872 roku w mauretańskim stylu oraz wzorowana była na Wielkiej Synagodze w Budapeszcie. Głównymi donatorami budowy synagogi byli Żydzi mauretańscy, którzy najczęściej pochodzili z regionów południowej Hiszpanii.
W 1975 roku synagoga została wpisana na listę amerykańskich zabytków narodowych. Obecnie w świątyni regularnie odprawiają się nabożeństwa. W czasie wolnym od modłów synagogę odwiedza znaczna liczba grup turystów, którzy odwiedzają Manhattan.
Do synagogi centralnej należy cmentarz Salem Fields w Brooklynie, na którym zostali pochowani znani przedstawiciele społeczności żydowskiej.